# Фок, Александр Александрович (лесовод)
Алекса́ндр Алекса́ндрович Фок (род. 22 января 1858, Москва — 5 ноября 1919, Москва) — русский учёный-лесовод. Действительный статский советник.

## Биография
Родился в семье Александра Антоновича Фока (1815—1874) и Татьяны Петровны Ларионовой (1826—1893), имел двух сестёр и четырёх братьев — Марию Александровну Фок, Елизавету Александровну Фок, Петра Александровича Фока (1854—1886), Николая Александровича Фока (1859—?), Якова Александровича Фока (1864—1916), Владимира Александровича Фока (1866—?).
В 1873—1879 годах учился в Константиновском межевом институте в Москве.
В 1880 году был произведён в младшие запасные лесничии и откомандирован в Лисинское лесное училище в должности младшего воспитателя, в которой состоял до закрытия училища в 1888 году.
В 1888 году был командирован в Австрию, Германию, Швейцарию и Францию для изучения межевого дела.
В 1889 году Советом Лесного института в Санкт-Петербурге Фоку было присвоено звание учёного-лесовода 1 разряда.
В 1890 году был назначен начальником чертежной Лесного департамента, в 1892 году — также ревизором лесоустройства.
В 1900 году состоял вечерним слушателем Санкт-Петербургского археологического института.
В 1904 году был назначен исполняющим должность начальника VI отделения Лесного департамента.
В 1913 году был назначен вице-инспектором Корпуса лесничих, ведал лесами Кавказа.
В 1914 году, перед Первой мировой войной, получил чин действительного статского советника.
В 1917 году, после Октябрьской революции, состоял помощником управляющего делами Особого Совещания, с 1918 года — инспектором лесов Управления лесов РСФСР. В начале 1918 года был эвакуирован в Москву, вынужденно расставшись с семьёй до конце года. За это время тяжело заболел, лечился в санатории, но это не помогло. 5 ноября 1919 года Александр Фок скончался.
Похоронен на Новодевичьем кладбище.

### Семья
- Жена (с 9 октября 1883) — Надежда Алексеевна Червинская (1862—?). Дочь сенатора, тайного советника Алексея Андреевича Червинского (1829—1878). В 1880 году закончила Царскосельскую гимназию.
  - Дочь — врач Надежда Александровна Фок (1884—1919). Погибла в ходе Гражданской войны.
  - Дочь — Тамара Александровна Фок (1886—1942). Погибла в ходе Блокады Ленинграда.
  - Дочь — Юлия Александровна Фок (1888—1942). Погибла в ходе Блокады Ленинграда.
  - Дочь — Наталия Александровна Фок (1896—1917). Была сестрой милосердия, погибла в ходе Первой мировой войны. Удостоена Георгиевской медалью IV степени.
  - Сын — физик-теоретик Владимир Александрович Фок (1898—1974).

## Труды
- Фок А. А. Очерк лесов Кавказа. — СПб.: типолитография «Якорь», 1913. — 53 с.
- Фок А. А. Низшая геодезия / под ред. препод. геодезии М. А. Ольшевского. — Л.: Тихвинский лесной техникум, 1924. — 390 с.

## Награды
- 5 апреля 1893 — Орден Святого Станислава II степени.
- 31 мая 1896 — Орден Святой Анны II степени.
- 20 апреля 1900 — Орден Святого Владимира IV степени.